# Nana Mizuki
Nana Kondō (近藤 奈々, Kondō Nana, Ehime, 21 de janeiro de 1980), mais conhecida como Nana Mizuki (水樹 奈々, Mizuki Nana), é uma dubladora e cantora japonesa afiliada a Sigma Seven. Ela foi treinada para ser cantora do estilo de música enka e lançou seu single de estreia, "Omoi", em 6 de dezembro de 2000 pela gravadora King Records; nesse período, fez sua estreia como dubladora no anime Flint the Time Detective.

## Filmografia

### Televisão
| Ano           | Título                                             | Personagem                                      | Notas                                                  |                 |
| ------------- | -------------------------------------------------- | ----------------------------------------------- | ------------------------------------------------------ | --------------- |
| 1998          | Flint, o Detetive do Tempo                         | Yamato Sora                                     |                                                        |                 |
| 1999          | Shin Hakkenden                                     | Saya                                            |                                                        |                 |
| 2000          | Love Hina                                          | Nyamo Namo                                      |                                                        |                 |
| 2001          | Shaman King                                        | Tamao Tamamura                                  |                                                        |                 |
| 2001          | Mamimume Mogacho                                   | Mako-chan                                       |                                                        |                 |
| 2001          | Sister Princess                                    | Aria                                            |                                                        |                 |
| 2002          | Happy Lesson The TV                                | Minazuki Rokumatsuri                            |                                                        |                 |
| 2002          | Naruto                                             | Hinata Hyūga                                    |                                                        |                 |
| 2002          | Samurai Deeper Kyo                                 | Mika                                            |                                                        |                 |
| 2002          | Pocket Monsters Advanced Generation                | Powarun                                         |                                                        |                 |
| 2002          | Seven of Seven                                     | Nana Suzuki                                     |                                                        |                 |
| 2002          | Tenchi Muyo! GXP                                   | Neju Na Melmas                                  |                                                        |                 |
| 2002          | Princesa Tutu                                      | Rue / Princesa Kraehe                           |                                                        |                 |
| 2002          | Sister Princess: Re Pure                           | Aria                                            |                                                        |                 |
| 2002          | Gravion                                            | Marinia                                         |                                                        |                 |
| 2003          | Beast Fighter the Apocalypse                       | Ayaka Sanders                                   |                                                        |                 |
| 2003          | Ninja Scroll: The Series                           | Yayoi                                           |                                                        |                 |
| 2003          | Happy Lesson Advance                               | Minazuki Rokumatsuri                            |                                                        |                 |
| 2003          | Fullmetal Alchemist                                | Wrath                                           |                                                        |                 |
| 2003          | Bottle Fairy                                       | Kururu                                          |                                                        |                 |
| 2003          | F-Zero Falcon Legend                               | Lucy Liberty                                    |                                                        |                 |
| 2004          | Ragnarok the Animation                             | Yufa                                            |                                                        |                 |
| 2004          | Gravion Zwei                                       | Marinia                                         |                                                        |                 |
| 2004          | Kaiketsu Zorori                                    | Maruchiinu                                      |                                                        |                 |
| 2005          | Magical Girl Lyrical Nanoha A's                    | Fate Testarossa, Alicia Testarossa              |                                                        | [ 30 ]          |
| 2005          | Ah My Buddha                                       | Ayako                                           |                                                        |                 |
| 2005          | Canvas 2: Niji Iro no Sketch                       | Ruriko Misono                                   |                                                        | [ 31 ]          |
| 2005          | Hell Girl                                          | Tsugumi Shibata                                 |                                                        | [ 32 ]          |
| 2006          | Kagihime Monogatari Eikyū Alice Rondo              | Akane Akatsuki                                  | episode 4                                              | [ 33 ]          |
| 2006          | Yoshinaga-san Chi no Gargoyle                      | Lili Hamilton                                   |                                                        | [ 34 ]          |
| 2006          | Kiba                                               | Roya                                            |                                                        | [ 35 ]          |
| 2006          | Simoun                                             | Morinas                                         |                                                        | [ 36 ]          |
| 2006          | Fushigiboshi no Futagohime Gyu!                    | Whoopi                                          | episode 4                                              |                 |
| 2006          | Inukami!                                           | Kei Shindou                                     |                                                        | [ 37 ]          |
| 2006          | Witchblade                                         | Maria                                           |                                                        | [ 38 ]          |
| 2006          | Jyu Oh Sei                                         | Tiz                                             |                                                        | [ 39 ]          |
| 2006          | Tsuyokiss Cool×Sweet                               | Sunao Konoe                                     |                                                        | [ 40 ]          |
| 2006          | Hell Girl: Two Mirrors                             | Tsugumi Shibata                                 | season two                                             | [ 41 ]          |
| 2007–17       | Naruto: Shippuden                                  | Hinata Hyūga                                    |                                                        | [ 42 ]          |
| 2007          | Magical Girl Lyrical Nanoha Strikers               | Fate T. Harlaown                                |                                                        | [ 43 ]          |
| 2007          | Shinkyoku Sōkai Polyphonica                        | Yugiri Perserte                                 |                                                        | [ 44 ]          |
| 2007          | Engage Planet Kiss Dum                             | Yuno Rukina                                     |                                                        | [ 45 ]          |
| 2007          | Claymore                                           | Riful                                           |                                                        | [ 46 ]          |
| 2007          | Darker than Black                                  | Misaki Kirihara                                 |                                                        | [ 47 ]          |
| 2007          | Shining Tears X Wind                               | Kanon Seena                                     |                                                        | [ 48 ]          |
| 2007          | Mokke                                              | Mizuki Hibara                                   |                                                        | [ 49 ]          |
| 2007          | Dragonaut - The Resonance                          | Sieglinde Baumgard                              |                                                        | [ 50 ]          |
| 2007          | Shugo Chara!                                       | Utau Hoshina                                    |                                                        | [ 51 ]          |
| 2007          | MapleStory                                         | Krone                                           |                                                        | [ 52 ]          |
| 2007          | Minami-ke                                          | Tōma Minami                                     |                                                        | [ 53 ]          |
| 2007          | Ayakashi                                           | Eimu Yoake                                      |                                                        | [ 54 ]          |
| 2007          | Tales of Symphonia: The Animation                  | Colette Brunel                                  |                                                        |                 |
| 2008          | Hakushaku to Yōsei                                 | Lydia Carlton                                   |                                                        | [ 55 ]          |
| 2008          | Hell Girl: Three Vessels                           | Tsugumi Shibata                                 | season three                                           | [ 56 ]          |
| 2008          | Rosario + Vampire                                  | Moka Akashiya                                   |                                                        | [ 57 ]          |
| 2008          | Minami-ke: Okawari                                 | Tōma Minami                                     |                                                        | [ 58 ]          |
| 2008          | Allison & Lillia                                   | Allison Whittington, Lillia Whittington-Schultz |                                                        | [ 59 ]          |
| 2008          | Itazura na Kiss                                    | Kotoko Aihara                                   | married name Irie                                      | [ 60 ]          |
| 2008          | Junjo Romantica: Pure Romance                      | Kaoruko Usami                                   | first season                                           | [ 61 ]          |
| 2008          | Kyōran Kazoku Nikki                                | Oasis                                           |                                                        | [ 62 ]          |
| 2008          | Rosario + Vampire Capu2                            | Moka Akashiya                                   |                                                        | [ 63 ]          |
| 2008          | Shugo Chara!! Doki                                 | Utau Hoshina                                    |                                                        | [ 64 ]          |
| 2008          | Junjo Romantica: Pure Romance                      | Kaoruko Usami                                   | second season                                          | [ 65 ]          |
| 2009          | White Album                                        | Rina Ogata                                      |                                                        | [ 66 ]          |
| 2009          | Minami-ke: Okaeri                                  | Tōma Minami                                     |                                                        | [ 67 ]          |
| 2009          | Rideback                                           | Rin Ogata                                       |                                                        | [ 68 ]          |
| 2009          | Polyphonica Crimson S                              | Yugiri Perserte                                 |                                                        | [ 69 ]          |
| 2009          | Fullmetal Alchemist: Brotherhood                   | Lan Fan                                         |                                                        | [ 70 ]          |
| 2009          | Kämpfer                                            | Kanden Yamaneko                                 |                                                        | [ 71 ]          |
| 2009          | Tegami Bachi                                       | Sylvette Suede                                  |                                                        | [ 72 ]          |
| 2009          | Shugo Chara! Party!                                | Utau Hoshina                                    |                                                        | [ 73 ]          |
| 2009          | Darker Than Black: Ryūsei no Gemini                | Misaki Kirihara                                 |                                                        | [ 74 ]          |
| 2009          | Aoi Bungaku Series                                 | Akiko                                           | "In the Forest, Under Cherries in Full Bloom" episodes | [ 75 ]          |
| 2010          | HeartCatch PreCure!                                | Tsubomi Hanasaki / Cure Blossom                 |                                                        | [ 76 ]          |
| 2010          | Black Butler II                                    | Alois Trancy                                    |                                                        | [ 77 ]          |
| 2010          | Tegami Bachi: Reverse                              | Sylvette Suede                                  |                                                        | [ 78 ]          |
| 2011          | Hourou Musuko                                      | Nitori Maho                                     |                                                        | [ 79 ]          |
| 2011          | Dog Days                                           | Ricotta Elmar                                   |                                                        | [ 80 ]          |
| 2011          | Toriko                                             | Tina                                            |                                                        | [ 81 ]          |
| 2011          | Blood-C                                            | Saya Kisaragi                                   |                                                        | [ 82 ]          |
| 2012          | Senki Zesshō Symphogear                            | Tsubasa Kazanari                                |                                                        | [ 83 ]          |
| 2012          | Naruto SD: Rock Lee & His Ninja Pals               | Hinata Hyūga                                    |                                                        | [ 84 ]          |
| 2012          | Jinrui wa Suitaishimashita                         | Pion                                            |                                                        | [ 85 ]          |
| 2012          | Dog Days'                                          | Ricotta Elmar, Nanami Takatsuki                 |                                                        | [ 86 ]          |
| 2012          | Blast of Tempest                                   | Evangeline Yamamoto                             |                                                        | [ 87 ]          |
| 2012          | Magi: The Labyrinth of Magic                       | Ren Hakuei                                      |                                                        | [ 88 ]          |
| 2012          | Medaka Box Abnormal                                | Ajimu Najimi                                    |                                                        | [ 89 ]          |
| 2013          | Minami-ke Tadaima                                  | Tōma Minami                                     |                                                        | [ 90 ]          |
| 2013          | Valvrave the Liberator                             | Kriemhild                                       | two seasons                                            | [ 91 ]          |
| 2013          | Senki Zesshō Symphogear G                          | Tsubasa Kazanari                                |                                                        | [ 92 ]          |
| 2013          | Magi: The Kingdom of Magic                         | Ren Hakuei                                      |                                                        | [ 93 ]          |
| 2014          | Nobunaga Concerto                                  | Kichō                                           |                                                        | [ 94 ]          |
| 2014          | Cross Ange                                         | Angelise Ikaruga Misurugi                       |                                                        | [ 95 ]          |
| 2015          | Dog Days'                                          | Ricotta Elmar, Nanami Takatsuki                 |                                                        | [ 96 ]          |
| 2015          | Magical Girl Lyrical Nanoha ViVid                  | Fate Testarossa                                 |                                                        | [ 97 ]          |
| 2015          | Gunslinger Stratos                                 | Kumi Minakata                                   |                                                        | [ 98 ]          |
| 2015          | Blood Blockade Battlefront                         | Michella Watch                                  |                                                        | [ 99 ]          |
| 2015–16       | Ushio and Tora                                     | Hinowa Sekimori                                 | two seasons                                            | [ 100 ]         |
| 2015          | Senki Zesshō Symphogear GX                         | Tsubasa Kazanari                                |                                                        | [ 101 ]         |
| 2015          | Junjo Romantica                                    | Kaoruko Usami                                   | third season                                           | [ 102 ]         |
| 2015          | Nanatsu no Taizai                                  | Margaret Liones                                 |                                                        | [ 103 ]         |
| 2016          | Snow White with the Red Hair                       | Torou                                           | second season                                          | [ 104 ]         |
| 2016          | The Seven Deadly Sins: Signs of Holy War           | Margaret Liones                                 |                                                        |                 |
| 2016          | Love Live! Sunshine!!                              | Riko's mother                                   |                                                        | [ 105 ]         |
| 2016          | This Art Club Has a Problem!                       | Yumeko Tachibana                                |                                                        | [ 106 ]         |
| 2016          | WWW.Working!!                                      | Kisaki Kondou, Hime Kondou                      | replaced Risa Taneda                                   | [ 107 ]         |
| 2016          | Monster Hunter Stories: Ride On                    | Simone                                          |                                                        | [ 108 ]         |
| 2016          | Idol Memories                                      | Shouko Shirayuki                                | anime/live-action hybrid                               | [ 109 ]         |
| 2016          | Love Live! Sunshine!!                              | Sakurauchi Riko's mother                        | eps 5, 8, 10                                           |                 |
| 2017–presente | Boruto: Naruto Next Generations                    | Hinata Uzumaki                                  |                                                        | [ 110 ]         |
| 2017          | The Silver Guardian                                | Phoebe                                          |                                                        | [ 111 ]         |
| 2017          | Warau Salesman NEW                                 | Chikako Shimai                                  | episode 12                                             | [ 112 ]         |
| 2017          | Senki Zesshō Symphogear AXZ                        | Tsubasa Kazanari                                | season 4                                               |                 |
| 2017          | Hell Girl: Yoi no Togi                             | Tsugumi Shibata                                 | season 4 episode 4                                     | [ 32 ]          |
| 2017          | Blood Blockade Battlefront & Beyond                | Michella Watch                                  |                                                        |                 |
| 2017–presente | Black Clover                                       | Vanessa Enoteca                                 |                                                        | [ 113 ]         |
| 2018          | Basilisk: Ouka Ninpouchou                          | Narrator, Oboro Iga                             |                                                        | [ 114 ]         |
| 2018          | The Seven Deadly Sins: Revival of the Commandments | Margaret Liones                                 |                                                        |                 |
| 2018          | Pop Team Epic                                      | Popuko                                          | Episode 11                                             | [ 115 ] [ 116 ] |
| 2018          | Waka Okami wa Shōgakusei!                          | Matsuki Akino                                   |                                                        | [ 117 ]         |
| 2018          | Persona 5: The Animation                           | Ann Takamaki                                    |                                                        | [ 118 ]         |
| 2018          | Grand Blue                                         | Kaya Mizuki                                     |                                                        | [ 119 ]         |
| 2018          | Xuan Yuan Sword Luminary                           | Fu Yin                                          |                                                        | [ 120 ]         |
| 2019          | Manaria Friends                                    | Hanna                                           |                                                        | [ 121 ]         |
| 2019          | Dororo                                             | Mio                                             |                                                        |                 |
| 2019          | Kono Oto Tomare! Sounds of Life                    | Isaki Kudō                                      |                                                        | [ 122 ]         |
| 2019          | Senki Zesshō Symphogear XV                         | Tsubasa Kazanari                                | season 5                                               |                 |
| 2019–presente | One Piece                                          | Kozuki Hiyori (Komurasaki)                      |                                                        | [ 123 ]         |
| 2020          | Listeners                                          | Bilin Valentine                                 |                                                        | [ 124 ]         |
| 2020          | Sakura Wars the Animation                          | Elise                                           |                                                        |                 |
| 2020          | Obake Zukan                                        | Bonyan                                          |                                                        | [ 125 ]         |
| 2020          | Dragon's Dogma                                     | Hannah                                          |                                                        | [ 126 ]         |
| 2020          | The Gymnastics Samurai                             | Ayu                                             |                                                        | [ 127 ]         |
| 2020          | D4DJ First Mix                                     | Airi Amano                                      |                                                        | [ 128 ]         |
| 2021          | Uramichi Oniisan                                   | Utano Tadano                                    |                                                        | [ 129 ]         |
| 2021          | Ijiranaide, Nagatoro-san                           | Sana Sunomiya (Presidente do clube de artes)    |                                                        | [ 130 ]         |
| ASA           | Tokyo Babylon 2021                                 | Hokuto Sumeragi                                 |                                                        | [ 131 ]         |
| 2024          | Dandadan                                           | Seiko Ayase                                     |                                                        | [ 132 ]         |

## Discografia
Álbuns de estúdio
- 2001: Supersonic Girl
- 2002: Magic Attraction
- 2003: Dream Skipper
- 2004: Alive & Kicking
- 2006: Hybrid Universe
- 2007: Great Activity
- 2009: Ultimate Diamond
- 2010: Impact Exciter
- 2012: Rockbound Neighbors
- 2014: Supernal Liberty
- 2015: Smashing Anthems
- 2016: Neogene Creation

Álbuns de compilação
- 2007: The Museum
- 2011: The Museum II
- 2018: The Museum III